# St. Kilian (Pretzfeld)

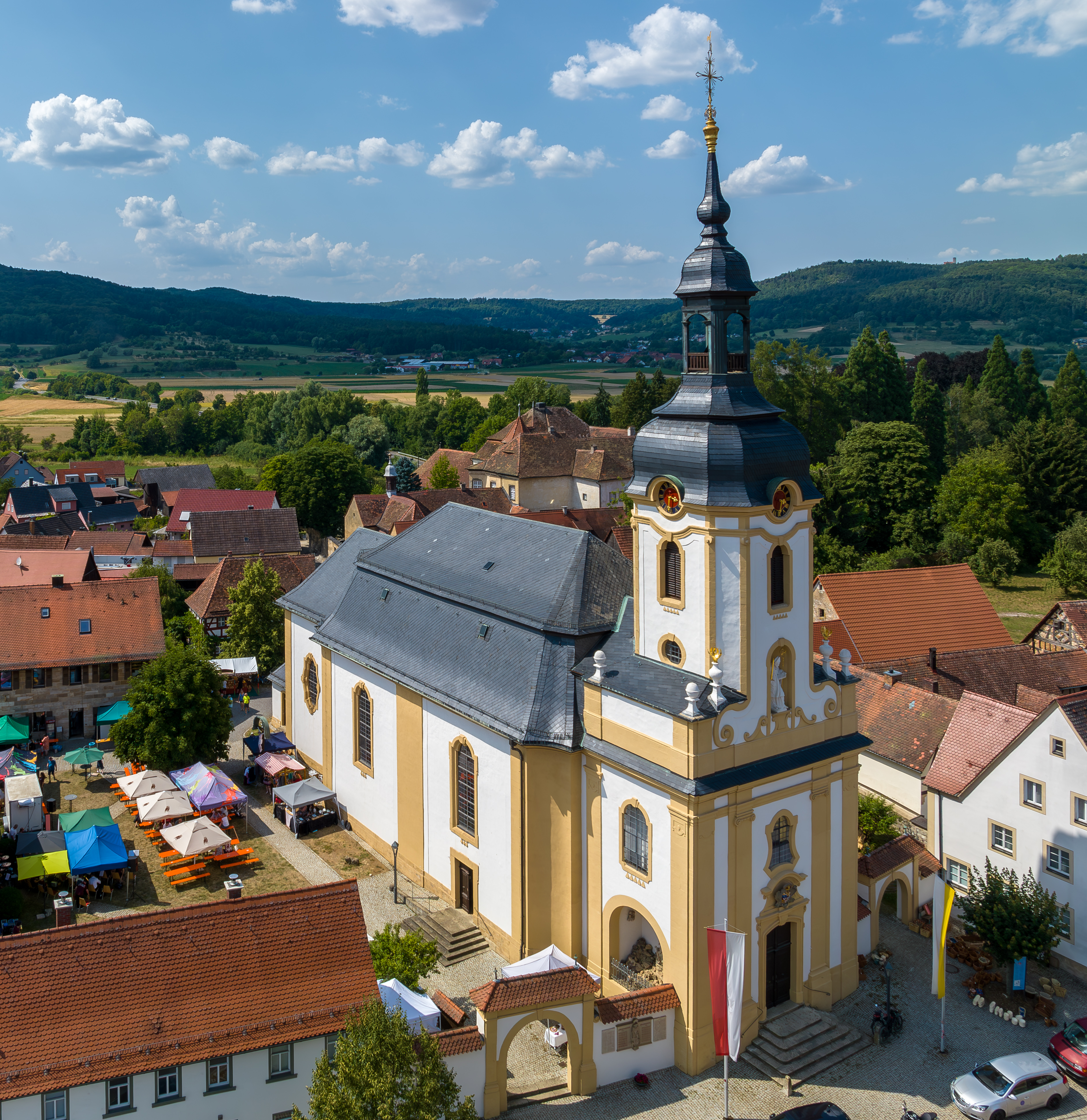
St. Kilian in Pretzfeld

Die römisch-katholische Pfarrkirche St. Kilian steht in Pretzfeld, einem Markt im oberfränkischen Landkreis Forchheim. Das barocke Gotteshaus entstand Mitte des 18. Jahrhunderts nach Plänen von Johann Jakob Michael Küchel und zählt zu den bedeutendsten Landkirchen des südwestlichen Teils von Oberfranken. Die Pfarrei gehört zum Seelsorgebereich Fränkische Schweiz im Dekanat Forchheim des Erzbistums Bamberg.

## Geschichte
Das Bistum Würzburg gründete Mitte des 9. Jahrhunderts im Gebiet von Regnitz und Fränkischer Schweiz zwölf Eigenkirchen. Eine davon befand sich wohl in Pretzfeld. Anfang des 11. Jahrhunderts zählte der Ort zu den Urpfarreien. Die Eigenständigkeit der Pfarrei belegt eine Urkunde von 1145.:S. 166 Im Jahr 1350 gliederte der Bamberger Bischof die Pfarrei der Zisterzienserinnenabtei Schlüsselau an. Der Sprengel umfasste in der ersten Hälfte des 15. Jahrhunderts zeitweise 39 Orte, darunter Ebermannstadt und Moggast. Nach Auflösung des Klosters Mitte des 16. Jahrhunderts wurde Pretzfeld Bamberger Oberpfarrei.
Im 16. Jahrhundert bestand eine Wehrkirche mit einem befestigten Kirchhof. In den Jahren 1731/1732 ließ die Gemeinde bauliche Schäden an dem gotischen Gotteshaus beseitigen. Im Jahr 1739 folgte die Erhöhung des niedrigen, gedrungenen Chorturmes um ein Stockwerk nach Plänen von Johann Jakob Michael Küchel. Bei den Bauarbeiten stürzte der Turm am 22. September 1739 ein und zerstörte unter anderem den Chor und das halbe Langhaus. Küchel sah die Schuld für das Unglück beim Maurermeister Schröffel. Es kam zu einem Vergleich vor dem Reichskammergericht in Wetzlar. Im Jahr 1742 plante Küchel auch den Neubau, der am 11. Oktober 1761 durch den Weihbischof in Bamberg Heinrich Joseph von Nitschke geweiht wurde.:S. 168

## Baubeschreibung
Die gewestete Einturmfassadenkirche steht am nördlichen Dorfrand innerhalb einer Kirchhofummauerung mit rundbogigen Eingangsportalen.
Der eingezogene Chor mit Dreiachtelschluss hat eine gerade Stirnwand, hinter der sich die Sakristei befindet, und ausgerundete, eingezogene Schrägwände. In den beiden seitlichen Wänden sitzt jeweils ein aus zwei unterschiedlich großen, eingezogenen Segmentbogenpaaren bestehendes Fenster. Eine an den vier Eckzwickeln hochgeführte und mit Stichkappen ausgefüllte Gewölbekonstruktion überspannt den Chorraum.:S. 181
Das hohe und weite Langhaus des Saalbaus wird von zwei Jochen mit Kreuzgratgewölben überspannt. Ein Mansardwalmdach bildet den oberen Abschluss. Dahinter schließt sich der Fassadenturm mit einem Kreuzzwickelgewölbe im Sockelgeschoss an. Der Zugang zur Empore und zum Turm befindet sich in der nördlichen Seitenwand des Turmes. Die Turmfassade ist horizontal durch ein Attikasockel und ein Gesimsband in zwei annähernd gleich hohe Geschosse gegliedert. Über dem Eingangsportal befindet sich eine Wappenkartusche des Bamberger Fürstbischofs Friedrich Carl von Schönborn.:S. 171 Oberhalb des Attikasockels steht in einer Rundbogennische eine Steinfigur des heiligen Kilian. Den Kirchturmabschluss bilden eine verschieferte Kuppel mit Laterne und spitzem Helm.

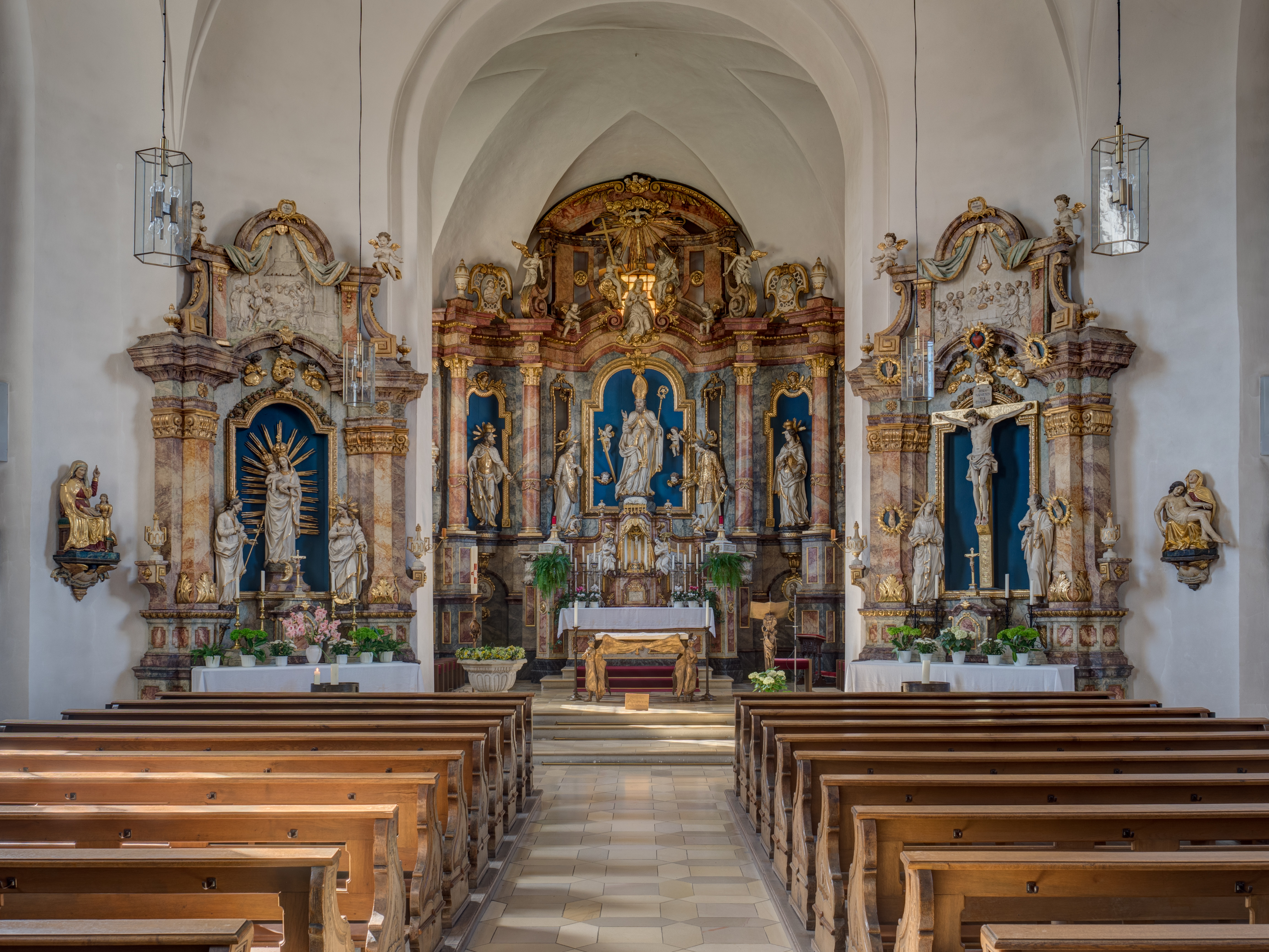
Innenraum

## Ausstattung
Den dreiteiligen Hochaltar schuf 1783 Johann Anton Moritz aus Knetzgau, die Seitenfiguren stammen vermutlich von Johann Georg Fries. Die beiden Seitenaltäre entstanden 1788 nach einem Entwurf und plastischen Arbeiten von Friedrich Theiler aus Ebermannstadt.
Die erste Orgel schuf Johann Christoph Grebenstein aus Bamberg im Jahr 1752. In dem historischen, beidseitig erweiterten Gehäuse steht heute ein Werk der Firma Walcker aus dem Jahr 1962 mit 24 Registern auf zwei Manualen und Pedal und elektrischen Trakturen.